# Filosofia da inteligência artificial
A filosofia da inteligência artificial tenta responder a questões como:
- Pode uma máquina agir inteligentemente? Pode resolver qualquer problema que uma pessoa resolveria através do raciocínio?
- Pode uma máquina possuir uma mente, estados mentais e uma consciência, da mesma maneira que os seres humanos possuem? As máquinas podem sentir?
- A inteligência humana e a inteligência de uma máquina são idênticas? É o cérebro humano essencialmente um computador?

Estas três questões refletem os interesses divergentes dos pesquisadores em inteligência artificial, filósofos e cientistas da cognição, respectivamente. As respostas a estas questões depende de como é definida "inteligência" ou "consciência" e exatamente que "máquinas" estão sob discussão.
Questões como essas refletem os interesses divergentes de pesquisadores de IA, cientistas cognitivos e filósofos, respectivamente. As respostas científicas a essas questões dependem da definição de "inteligência" e "consciência" e de quais "máquinas" estão sendo discutidas.
Proposições importantes na filosofia da IA incluem as seguintes:
- A "convenção educada" de Turing: Se uma máquina se comporta de maneira tão inteligente quanto um ser humano, então ela é tão inteligente quanto um ser humano.
- A proposta de Dartmouth: "Todo aspecto do aprendizado ou qualquer outra característica da inteligência pode, em princípio, ser descrito de forma tão precisa que uma máquina possa ser feita para simulá-lo."
- A hipótese do sistema de símbolos físicos de Allen Newell e Herbert A. Simon: "Um sistema de símbolos físicos possui os meios necessários e suficientes para a ação inteligente geral."
- A hipótese da IA forte de John Searle: "O computador devidamente programado, com as entradas e saídas corretas, teria uma mente no mesmo sentido que os seres humanos têm."
- O mecanismo de Hobbes: "Pois 'razão'... não é nada mais do que 'cálculo', isto é, somar e subtrair as consequências de nomes gerais acordados para 'marcar' e 'significar' nossos pensamentos..."

## Uma máquina pode exibir inteligência geral?
É possível criar uma máquina que resolva todos os problemas que os humanos resolvem usando sua inteligência? Essa pergunta define o escopo do que as máquinas poderiam fazer no futuro e orienta a direção da pesquisa em IA. Ela se refere apenas ao comportamento das máquinas e ignora as questões de interesse para psicólogos, cientistas cognitivos e filósofos, evocando a questão: importa se uma máquina realmente está pensando, como uma pessoa pensa, em vez de apenas produzir resultados que parecem derivar do pensamento?

A posição básica da maioria dos pesquisadores de IA é resumida nesta declaração, que apareceu na proposta para o workshop de Dartmouth de 1956:
"Todo aspecto do aprendizado ou qualquer outra característica da inteligência pode, em princípio, ser descrito de forma tão precisa que uma máquina possa ser feita para simulá-lo." Os argumentos contra o pressuposto básico devem demonstrar que a construção de um sistema de IA funcional é impossível porque há algum limite prático nas habilidades dos computadores ou porque existe alguma qualidade especial na mente humana que é necessária para o comportamento inteligente e que, no entanto, não pode ser duplicada por uma máquina (ou pelos métodos de pesquisa em IA atuais). Argumentos a favor do pressuposto básico devem demonstrar que tal sistema é possível.
Também é possível contornar a conexão entre as duas partes da proposta acima. Por exemplo, o aprendizado de máquina, começando com a famosa proposta da "máquina criança" de Turing, essencialmente alcança a característica desejada de inteligência sem uma descrição precisa de como ela funcionaria exatamente. A explicação sobre o conhecimento tácito de robôs elimina a necessidade de uma descrição precisa por completo.

O primeiro passo para responder à pergunta é definir claramente "inteligência".